# Heinrich Gottfried Ollendorff
Pour les articles homonymes, voir Ollendorff.
Heinrich Gottfried Ollendorff, dit Henri Godefroy Ollendorff, né en 1803 à Rawitsch et mort le 3 avril 1865 à Paris, est un éditeur et didacticien français de naissance allemande. Il est le père de l'éditeur Paul Ollendorff et du haut fonctionnaire Gustave Ollendorff.

## Publications
- Nouvelle méthode pour apprendre à lire, à écrire et à parler une langue en six mois, appliquée à l’allemand, 1836.
- Clef de la méthode d’allemand, ou Corrigé des thèmes.
- Introduction à la méthode d’allemand, ou Déclinaison allemande déterminée; accompagnée d’un traité sur le genre des substantifs, 1882.
- Nouvelle méthode pour apprendre à lire, à écrire et à parler une langue en six mois, appliquée à l’anglais, 1847.
- Clef de la nouvelle méthode appliquée à l’anglais.
- Nouvelle méthode pour apprendre à lire, à écrire et à parler une langue en six mois, appliquée à l’italien, 1850.
- Clef de la nouvelle méthode appliquée à l’italien.
- Nouvelle méthode pour apprendre à lire, à écrire et à parler une langue en six mois, appliquée à l’espagnol.
- Nouvelle méthode pour apprendre à lire, à écrire et à parler une langue en six mois, appliquée au latin, 1869.
- Introduction à la méthode de latin, ou Déclinaison latine déterminée; accompagnée d’un traité sur le genre des substantifs.
- Clef de la nouvelle méthode appliquée à l’espagnol.
- (es) Nuevo metodo para aprender a leer, escribir y hablar una lengua en seis meses, aplicado al francés.
- (es) Llave del nuevo metodo aplicado al francés.
- (es) Nuevo metodo para aprender a leer, escribir y hablar una lengua en seis mesos, aplicado al inglés.
- (es) Llave del nuevo metodo aplicado al inglés.
- (it) Nuovo metodo perimparare a leggere, scrivero e parlare una lingua in sei niesi, applicato al francese.
- (it) Chiave del nuovo metodo applicato al francese.
- (it) Nuovo metodo per impararo a leggere, scrivere e parlare una lingua in soi mesi, applicato all’ ingleso.
- (it) Chiave del nuovo metodo applicato all’ inglese.